# Peter Härtling
Peter Härtling (Chemnitz, 13 de noviembre de 1933-Rüsselsheim am Main, 10 de julio de 2017) fue un poeta y escritor alemán. Fue distinguido con la Orden del Mérito de la República Federal de Alemania y recibió el Großes Verdienstkreuz por sus importantes contribuciones a la literatura alemana.

## Primeros años
Härtling pasó su infancia en Hartmannsdorf, Mittweida, en donde su padre tenía un bufete de abogado. Con el estallido de la Segunda Guerra Mundial, la familia se mudó a la ciudad de Olomouc en Moravia, ocupada por los alemanes. Al igual que otros muchos residentes alemanes de la ciudad, la familia de Peter Härtling emigró antes del avance del Ejército Rojo hacia la ciudad durante los últimos meses de la guerra y se estableció brevemente en Zwettl, Austria. El padre de Härtling fue capturado por los rusos y falleció en junio de 1945 como prisionero de guerra en Döllersheim. Una vez concluida la guerra, Härtling se mudó finalmente a Nürtingen, Baden-Wurtemberg. Su madre fue violada por soldados rusos en presencia de Härtling y se suicidó en octubre de 1946. Estudió bajo la tutela de HAP Grieshaber en el Gymnasium de la localidad y después hizo un voluntariado en el periódico local Nürtinger Zeitunng.

## Carrera
Härtling publicó su primer libro de poesía en 1953. Entre 1967 y 1973, fue director de la editorial alemana S. Fischer Verlag, con sede en Fráncfort del Meno. Se dedicó completamente a la escritura después de abandonar ese puesto  editor. En el invierno de 1983 y 1984 condujo el Frankfurter Poetik-Vorlesungen anual, una convención literaria en la cual un escritor prominente da conferencias sobre tópicos pertinentes a su obra. Härtling usó su cargo de profesor para demostrar el proceso de utilización de un objeto común como inspiración para una obra literaria. Durante la serie de conferencias, escribió Der spanische Soldat, un relato corto basado en una fotografía tomada por Robert Capa.
Härtling trabajó como editor de la revista Der Monat y fue presidente de la sociedad Hölderlin. Últimamente vivía en Mörfelden-Walldorf.

## Temáticas literarias
Härtling dedicó una gran parte de su producción literaria (tanto en verso como en prosa) al rescate de la historia y de su propio pasado. Su novela autobiográfica Zwettl (1973) trata sobre el período de tiempo en que vivió en Austria cuando huía del Ejército Rojo. Nachgetragene Liebe (1980) narra sus primeros recuerdos de su fallecido padre.
Otra influencia importante en las obras de Härtling ha sido la literatura y la música del Romanticismo. Entre otras obras, Peter Härtling escribió relatos biográficos en forma de ficción de los escritores Friedrich Hölderlin, Wilhelm Waiblinger y E. T. A. Hoffmann, y de los músicos Franz Schubert y Robert Schumann.

## Literatura infantil
En 1969, después de haber escrito un elogio del escritor de literatura infantil checo Jan Procházka, Härtling comenzó a escribir libros para niños. El primero de ellos, Und das ist die ganze Familie, fue publicado al año siguiente. Estas obras suelen focalizarse en los problemas sociales que involucran a los niños. En Das war der Hirbel (1973) escribió sobre el hogar de un niño inadaptado; Oma (1975) trata sobre el envejecimiento y la muerte, mientras que Theo haut ab (1977) narra la historia de los niños alejados de su hogar y de su familia.

## Radio
Härtling fue el moderador del programa Literatur im Kreuzverhör en la estación de radio cultural de Hessischer Rundfunk, hr2.

## Libros
- Im Schein des Kometen. Die Geschichte einer Opposition, Stuttgart, Goverts 1959.
- Niembsch o la inmovilidad (or. Niembsch oder Der Stillstand. Eine Suite, Stuttgart, Goverts 1964), sobre un episodio de la vida del poeta Lenau.
- Janek. Porträt einer Erinnerung, Stuttgart, Goverts, 1966.
- Das Familienfest oder Das Ende der Geschichte, Stuttgart, Goverts 1969 (Fiesta familiar)
- Zwettl, 1973, novela autobiográfica.
- Una mujer.
- Cuentos de la guerra y otros relatos, Alfaguara, 1991 ISBN 978-84-204-4735-3
- El soldado español, Laia, 1988. ISBN 978-84-7668-146-6 (or. Der spanische Soldat), relato.
- Hölderlin: una novela, Montesinos, 1986 ISBN 978-84-7639-019-1 (or. Hölderlin, 1976).
- Nachgetragene Liebe (1980), recuerdos familiares.
- Hubert o el retorno de Casablanca.
- Schubert, Seix Barral, 1997 ISBN 978-84-322-0740-2.
- Schumanns Schatten: Variationen über mehrere Personen, 1997.
- Poemas y canciones.

### Infantil
- Und das ist die ganze Familie, 1970.
- Este era Hirbel, Galaxia, 1990 ISBN 978-84-7154-697-5 (or Das war der Hirbel, 1973).
- Oma (1975).
- Theo se larga, Alfaguara, 1992 ISBN 978-84-204-3608-1 (or. Theo haut ab, 1977).
- La abuela: esta es la historia del pequeño Karli, que se quedó huérfano de padre y madre y fue recogido por su abuela paterna,  Alfaguara, 2005 ISBN 978-84-204-6958-4
- Algo pasa en la librería, Alfaguara, 2001 978-84-204-4425-3
- Ben quiere a Anna,  Alfaguara, 2007 ISBN 978-84-204-4907-4
- Con Clara somos seis, SM, 1996 ISBN 978-84-348-5149-8
- Felix Guttmann, Versal, 1990 ISBN 978-84-7876-019-0
- Fraenze, Siruela, 1991 ISBN 978-84-7844-069-6
- Goethe para niños,  Plaza & Janés, 1999, ISBN 978-84-01-01302-
- Jakob detrás de la puerta azul, Alfaguara, 1985, ISBN 978-84-204-3646-3
- Lena en el tejado, Alfaguara, 1999 ISBN 978-84-204-4846-6
- Muletas, Kalandraka, 2004. ISBN 978-84-8464-221-3
- Los ojos de Waiblinger, Serbal, 1989 ISBN 978-84-7628-060-7
- ¿Qué fue del Girbel?, Lóguez Ediciones, 1987 ISBN 978-84-85334-12-4
- Sofie cuenta historias, Alfaguara, 1998 ISBN 978-84-204-3138-3
- Tía Tili hace teatro, Alfaguara, 2001 ISBN 978-84-204-4916-6
- Viaje contra el viento, SM, 2001 ISBN 978-84-348-8037-5
- El viejo John, Alfaguara, 1993, ISBN 978-84-204-3607-4

```
 La  abuela
```

## Premios
Los premios de Peter Härtling incluyen:
- 1964: Deutscher Kritikerpreis por Niembsch.
- 1965: Premio Literario Baja Sajonia por Niembsch.
- 1966: Ehrengabe des Kulturkreises im Bundesverband der Deutschen Industrie por Niembsch. Prix du Meilleur Livre Étranger por la edición francesa de Niembsch.
- 1971: Gerhart Hauptmann prize del Freien Volksbühne Berlin por Gilles.
- 1974: Schubart-Literaturpreis.
- 1976: Deutscher Jugendliteraturpreis por Oma.
- 1977: Stadtschreiber von Bergen.
- 1978: Wilhelmine-Lübke-Preis.
- 1980: Premio de literatura infantil de Zúrich La vache qui lit por Ben liebt Anna y Sofie macht Geschichten.
- 1982: Naturschutzpreis der Kreisgruppe Groß-Gerau des Bundes für Umwelt und Naturschutz.
- 1987: Premio Hermann Sinsheimer
- 1987: Premio Friedrich Hölderlin
- 1992: Premio Lion Feuchtwanger.
- 1994: Se le otorgó el título de Profesor por el estado de Baden-Wurtemberg.
- 1995: Großes Bundesverdienstkreuz.
- 1995: Premio literario de Maguncia.
- 1996: Premio Wilhelm Leuschner de Hesse.
- 1996: Medalla Karl Preusker de la Conferencia Literaria de Alemania.
- 2000: Premio literario del Eichendorff.
- 2001: Premio especial del Deutscher Jugendliteraturpreis por sus importantes contribuciones a la literatura infantil.
- 2001: Dresdner Poetikdozentur zur Literatur Mitteleuropas.
- 2003: Deutscher Bücherpreis por su contribución a la literatura.
- 2004: Ciudadanía honorífica de Nürtingen.
- 2006: Premio literario de Gerty Spies.
- 2007: Premio CORINE del primer ministro de Baviera por su contribución a la literatura.